# Valdeacederas
Valdeacederas es un barrio administrativo de Madrid perteneciente al distrito de Tetuán, situado en la zona noroeste de la ciudad. Sus límites son al sur la calle Marqués de Viana y el Paseo de la Dirección, al norte la calle Sinesio Delgado, al este con las calles Pinos Alta y Bravo Murillo y al oeste con la calle Villaamil. 

## Transportes

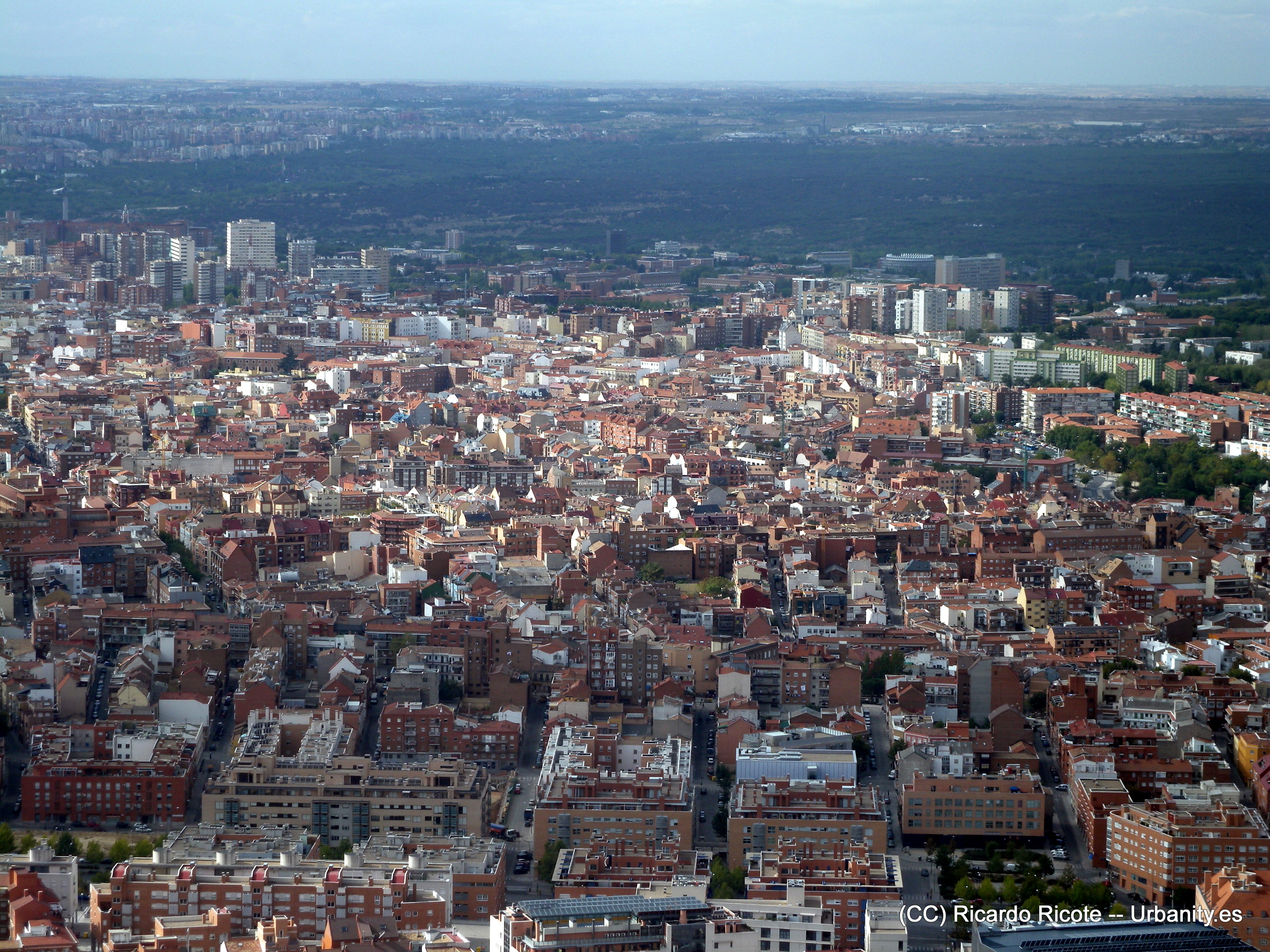
Vista de Valdeacederas desde la Torre PwC.

### Cercanías Madrid
El barrio no posee estaciones de Cercanías. La más cercana es Chamartín (C-1, C-2, C-3, C-4, C-7, C-8, C-10 y trenes de media y larga distancia, barrio de Castilla, distrito de Chamartín) a la que se llega mediante la línea 1 de metro.

### Metro de Madrid
La cobertura del barrio por parte del metro ofrece dos estaciones en la línea 1, y se sitúan en el límite del barrio: Tetuán y Valdeacederas.

### Autobuses
Debido a la falta de cobertura ferroviaria, los autobuses constituyen la columna vertebral del transporte en el barrio, destacando la línea 49, que da servicio al centro del barrio, muy alejado de todos los grandes ejes de comunicación:
| Línea | Terminales                           |
| ----- | ------------------------------------ |
| 11    | Marqués de Viana – Barrio Blanco     |
| 44    | Callao – Marqués de Viana            |
| 49    | Plaza de Castilla – Pitis            |
| 66    | Cuatro Caminos – Fuencarral          |
| 124   | Cuatro Caminos – Lacoma              |
| 128   | Cuatro Caminos – Barrio del Pilar    |
| 177   | Plaza de Castilla – Marqués de Viana |
| N22   | Cibeles – Barrio de La Paz           |
| N23   | Cibeles – Montecarmelo               |